# チョコプロ レスリング
チョコプロ レスリング（ChocoPro Wrestling）は、日本の女子プロレス団体。

## 概要
さくらえみがムエタイを国技とするタイでプロレス普及のためにプロレスリング我闘雲舞（プロレスリングガトームーブ、英語: Pro-Wrestling Gatoh Move、タイ語: กาโตห์ มูฟ）を設立。団体名の由来は「私たちは雲よりも高く舞いたい」に「女の子」を表現する単語としてフランス語で「お菓子」を意味する「GATOH」と英語で「行動する」を意味する「MOVE」を合わせた。プロレス自体は日本プロレスやWWEなど国外プロレス団体の興行が何度か開催されておりファンは少なからず存在する。一方でタイ出身選手は過去には全日本女子プロレスに留学生として所属していたが、タイにプロレス団体及び選手育成組織がなかったため、プロレスラーになるきっかけは掴めても叶えられない状況が続いていた。
2012年1月、さくらがアイスリボンを退団後、タイに移住して日本とタイを行き来しながら、プロレス団体を設立するために奔走する。それと並行して渡航の資金を作るため、JWP女子プロレスの試合会場でフリーマーケットを開催した際に、米山香織がさくらにJWPへ勧誘したところ「JWP・コントラ・タイ行きマッチ」として試合が組まれ、さくらが米山を秒殺して共にタイへ渡航する。さくらがタイ行きに至った理由は「自分で夢を叶えたい、そのために他人と同じことをやっても競争に勝てないから」としているが、なぜタイを選んだかとの問いには「特に意味はない」としている。しかし、タイではアイスリボンの番組が放送されていたため、その影響もあると見られる。なお異国の地でプロレス団体を設立したという点は、さくらの師匠であるビクター・キニョネスと共通している。
5月16日、PRの一環としてMBKセンター前で開催されたムエタイイベント「MBKファイト」で提供試合を行った。5月30日、MBKセンター前で開催されたムエタイイベント「MBKファイト」でタイでのプレ旗揚げを開催。後に予定された4度目の提供試合が中止になった。その後、タイで興行を開催している地下プロレスに参戦。9月6日、タイにある元吉本女子プロレスJd'広報の信包一彦（国際空手道剛柔会泰国支部）が開いている空手道場「桜道場」で旗揚げ戦を開催。入団希望者はタイのみならず日本からも募集してタイでプロレス通信教育を開き、さくらから直接指導を受けられるようになっている。練習は桜道場を借りて行っている。興行はリングは使用せずマットを使用している。
12月、TNTが中心となりリングを使用する初のプロレス団体「TWF」が旗揚げされて我闘雲舞の選手も参戦している。なおTWFは短期間で解散したため、再びタイ唯一のプロレス団体になっている。目標とされていたタイで育成された選手を日本に送り込むこと（2013年7月15日にケンちゃんが板橋グリーンホール、8月9日にE.K.バギーとP-Nutsが市ヶ谷南海記念診療所に参戦している）と逆に、日本でも練習生を募り育成してデビューさせること（2013年2月23日に「ことり」がデビュー）は達成されている。最終目標として、さくらは「アジアツアーの実現」、「タイでの巡業」、「テレビ中継」、「プロレスラー希望者殺到」を掲げている。

### Gatoh Move Japan Tour
2012年6月18日、さくらと業務提携を結んでいるパブリック・ジョイ・プロダクションの支援によるファンミーティングという形による市ヶ谷南海記念診療所（2013年1月、会場名を市ヶ谷チョコレート広場と命名。過去にアイスリボンが市ヶ谷アイスボックスの名称で興行を開催していた）で日本での旗揚げ戦「Gatoh-meet」を開催。旗揚げにより10月から定期興行化して「Gatoh-Move Japan Tour」に呼称を変更。旗揚げ当初は、さくらの帰国スケジュール（月に1、2回程度）に合わせて1日から4日のシリーズとして組まれていたが所属選手の事情もあり2013年以降は、さくらの所在を問わず原則週1回興行を開催している。開催日は土曜日が主体だが同じく土曜日を中心に興行を開催するアイスリボンとの客層の重複を想定して日程が重なった場合は開催時間をずらす（例としてアイスリボンが夜に開催する日は我闘雲舞を昼に開催している）などして、いわゆるハシゴ観戦に対応している。タイではビザの関係で収入が得られないため、この定期興行を収入源の1つとして位置づけている。
レフェリーとリングアナウンサーはフリー、他団体参戦選手が持ち回りで担当。写真撮影は原則禁止だが月1、2回の写真撮影が認められる興行があり、この興行ではアイスリボン及び、その他のプロレス団体では禁止されている動画撮影も可能となっている。旗揚げ当初、タイ人選手は参戦しなかったが、2013年7月1日に短期滞在を目的とするタイ国民に対するビザ免除措置開始により同月よりタイ人選手の来日が実現して以降も随時参戦している。

### リングを使用している興行
旗揚げ後の2012年11月から板橋グリーンホールで原則月1回開催するビッグマッチ。ホールの使用料など経費がかかるため当初は開催しない方針であったが里歩の移籍があったため高校受験などでタイでの活動が困難な里歩を「市ヶ谷に閉じ込めておきたくない」と都内で比較的使用料が安い同ホールを選択して、さくらが開催に踏み切った。資金確保のため、さくらが過去に所属していたI.W.A.JAPANの代表である浅野起州が経営している飲食店「お食事処 花膳」に出稼ぎしたり自主制作のCDを販売するなどしている。この興行は「Japan Tour」に含まれている。2012年時点で、この板橋グリーンホール大会が唯一リングを使用する興行となる（リングはJWPから借りる）。また女子選手中心の興行となる。なお写真撮影は試合に限り認められるが動画撮影は禁止。
2013年2月と3月の興行は諸事情により1階でリングを使用せず開催したが4月以降は再び2階で開催している（過去に埼玉プロレスが同様の形態で興行を開催したことがある）。2013年からは板橋グリーンホール以外にも大阪と名古屋でも興行を開催するがいずれもリング常設試合会場での興行となる。
リング練習は（さくらが最初に入団テストを申し込んだ）LLPW-X道場「LLPW-Xプロレスバンク」で行っている。

### 日本とタイ以外での活動
我闘雲舞は日本とタイ以外の国へも活動範囲を拡げている。旗揚げ後にイギリスの女子プロレス団体「プロレスリングEVE」との間で定期的に相互参戦。さくらは米山とともに遠征した際にEVE王座を奪取して日本で防衛戦も挙行されている。遠征スケジュール次第ではEVE以外のプロレス団体に参戦することもある。またイギリスでもスカウト活動を展開してタイでの興行ではヨーロッパの男子選手も参戦している。

### アイドルユニット「ガトームーブ」としての活動
2014年11月2日、板橋グリーンホール大会で、さくらを破りIWA三冠統一王者になった里歩が「本格的にアイドル活動を行います!」と宣言。アイドルユニットとしての活動の際は「ガトームーブ」とカタカナ表記となる。所属選手が中心メンバーであるが女子プロレスラーではないメンバーも参加可能となっている。12月14日、SOUND MUSEUM VISIONで開催した「オトカルランド Round .01」でアイドルデビュー。12月28日、クリエイティブスタジオで初のワンマンライブを開催。初の所属選手以外のメンバー「時雨」を御披露目。
2016年3月23日、HOLIDAY SHINJUKUで開催された鬼塚真紀の主催イベントで練習生だったアーサが加入。

### チョコレートプロレス（チョコプロ）
コロナ禍において観客を入れての大会が開催不可能となったことをきっかけにスタートした、YouTube Liveを活用した我闘雲舞の別ブランド大会。通称は「チョコプロ」。モットーは「チョコレート一粒分の幸せ」。我闘雲舞の大会とは異なり、大会はすべて無観客にて行われる。2022年時点での大会開催は、主に土日祝日の午前10時（日本時間）からであり、これは日本だけでなく海外（主に北アメリカ）の視聴者も意識しているため。大会はYouTube視聴環境があれば誰でも無料で観戦ができる。市ヶ谷チョコレート広場を会場としたマットプロレスだが、新木場1stRINGでのリングを使った大会も行われている。
2020年3月28日に行われた配信第1回目での対戦カードは、鈴木みのるvsバリヤン・アッキのシングルマッチ。当時は新型コロナウイルスの感染拡大に伴い有観客でのプロレス興行が軒並み中止・延期となっていたため、鈴木みのるにとっては1ヶ月ぶりのプロレス大会への出場となった。
レフェリーやリングアナウンサー、ライブ配信のカメラマン＆実況はその日の大会出場選手がほぼ兼任する。また、全試合終了後には、大会参戦選手（セコンド等も含む）によるジャンケントーナメントが行われる。優勝賞品はチョコプロのロゴが描かれたチョコレート。
大会運営費は、ライブ配信中のスーパーチャットのほか、大会ごとのスポンサーや、月単位でのスポンサー収入で賄われている。大会以外の日にも、毎日のようにYouTube Liveを使ったライブ配信が行われる。チョコプロ出場レスラーによるトークや過去大会の振り返りといったプロレスに関連したもの以外にも、料理配信、英会話レッスン、ダンスレッスンといったさまざまな企画が行われる。

### 誰でも女子プロレス（ダレジョ）
女性限定のプロレス教室。通称、ダレジョ。女子プロレスなんて誰でもできるよ、ではなく、誰でもできるようにした女子プロレスのことで、参加者の目的、年齢は問わない。
我闘雲舞所属の現役選手の指導が受けられる（2024年現在は駿河メイが中心で、さくらえみが日本にいるときはさくらが講師になる場合もある）。開催場所は、市ヶ谷チョコレート広場（市ヶ谷南海記念診療所）、木曜のみHEAT-UP稲田堤道場でここではリングを使った練習ができる。また不定期でEXTRAと称したエキシビションマッチの大会もおこなわれている。
練習内容は日によって変化があるが準備運動から始まり、前転、後転、受身の練習。レスラーが試合序盤に組み合うロックアップの練習。選手が実際に使う技の体験練習。そして最後にドロップキックに挑戦する。
当初の目的はレスラー新人育成で、やっていくうちにプロになりたいと思う人も出てくればいい、という感覚で始められた。現在はそれを含め、年齢、運動神経問わず、やりたかったらプロレスラーにならなくてもプロレスができる環境として提供している。
プロになったのは駿河メイをはじめ我闘雲舞所属選手のほとんどと、他の団体では梅咲遥、杏ちゃむ、Himikoがいる。

## 歴史

### 2012年
- 5月16日、PRの一環としてMBKセンター前で開催されたムエタイイベント「MBKファイト」で提供試合を行った[2]。
- 5月30日、MBKセンター前で開催されたムエタイイベント「MBKファイト」でタイでのプレ旗揚げ戦を開催。
- 6月4日と8日、タイを訪れていたLLPW-Xと共に文化交流イベントに参加[25]。
- 6月8日、タイで開催された「プロレス・エキスポ2012」に参戦。
- 6月18日、ファンミーティングという形による市ヶ谷南海記念診療所で日本での旗揚げ戦「Gatoh-meet」を開催。
- 7月5日、タイのバー「ピンクパンサー」にて地下プロレスEXITに参戦。我闘雲舞として初の試合を行う。
- 7月14日、大阪のプロレスバー「カウント2.99」にて、さくらと米山がイベントに参加[4]。
- 8月15日と19日、「Gatoh-meet8」にて初のトーナメント戦「ガトヌンクライマックス（「ヌン」はタイ語で「1」。直前まで開催された新日本プロレスの大会「G1 CLIMAX」の捩り）」を開催。
- 9月1日、りほが23日のアイスリボン後楽園ホール大会を最後に退団を表明。直後、さくらがTwitterで退団後の、りほと行動を共にすることを明らかにした。
- 9月6日、タイの空手道場「桜道場」でタイでの旗揚げ戦を開催。米山の他に円華、マサ高梨、星誕期らが参戦。円華は、さくらの要請を受けて臨時コーチに就任。
- 9月21日、市ヶ谷南海記念診療所で開催している興行が定期化されて10月より「Gatoh-Move Japan Tour」に変更することを発表。
- 9月23日、アイスリボンを、この日の昼間の後楽園ホール大会を最後に退団したりほが、市ヶ谷南海記念診療所に来場して移籍の挨拶を行う。
- 9月28日、円華が約1ヶ月のコーチ期間が終了したため帰国。
- 10月7日、「Gatoh-Move Japan Tour 1」を開催。第1試合で、りほが所属初試合として、さくらと約2年5ヶ月ぶりのシングル。
- 10月30日、インディーズレーベル「我闘音楽」を設立。第1弾は、さくらの「限界のうた」で板橋大会より販売開始（歌詞カード無し）。
- 11月4日、初めてリングを使用する興行として板橋グリーンホール大会「取り急ぎまして、板橋大会」を開催（観衆243人）[26]。リングアナウンサーをりほの実姉で元アイスリボンの聖菜が務め、スタッフとして同じく元アイスリボンの石井美紀が参加。この大会でりほが「里歩」にリングネームを改名[27]。
- 11月10日、さくらと米山がイギリスの女子プロレス団体「プロレスリングEVE」に遠征。さくらはケイ・リー・レイ相手にJWP認定無差別級王座の初防衛戦を決行（当初は板橋グリーンホール大会で里歩を相手に行う方針だったが、年齢制限のため断念）。当地にてスカウト活動も行ったこともTwitterで報告されている。
- 11月23日、桜道場にて年内最後のタイ興行を開催。さくら＋タイ在住所属選手による1DAYトーナメントを行い、決勝で、さくらがケンちゃんを破って優勝。
- 12月20日、板橋グリーンホール大会「もう一回、板橋大会」を開催（観衆170人）[28]。平日開催に加えてDRAGON GATE後楽園ホール大会も同日だった。メインイベントは高橋奈苗とモーリーの元全日本女子プロレス対決が行われて高橋奈苗の勝利。EVE王者の、さくらと松本浩代によるEVE選手権が行われて引き分けだった。ケイ・リー・レイの初来日などが組まれた。また、我闘音楽の第2弾、米山香織「ゴム人間のうた」の発売も決定。
- 12月22日、タイのパタヤ・ボクシング・ワールド・スタジアムでプロレス団体「TWF」の旗揚げ戦が開催された。ケンちゃんとE・K・バギーが参戦。
- 12月30日、さくらによるプロレス通信教育で練習生になった「ことり」が、さくらとのエキシビジョン（公開プロテスト）で引き分けだった。
- 12月31日、市ヶ谷南海記念診療所大会の全試合終了後に座談会でアイスリボンを退団した帯広さやかが入団の挨拶を行う。前日同様練習生の「ことり」のエキシビションを行い、さくらが2013年内のデビューを認めるとコメント。

### 2013年
- 1月6日、板橋グリーンホール大会「あけまして、板橋大会」を開催（観衆156人）[29]。米山とUMA軍団との再戦、帯広の所属としての初戦、そして新春バトルロイヤルが行われた。米山は3試合（昼のJWPと合わせて4試合）に出場。年末年始を日本で過ごした、さくらは、これを以って帯広を引き連れタイへ戻る。
- 1月11日、新年最初のタイ興行かつ初の地方大会「Gatoh-Move Thailand Tour」をナコーンパトムのカフェ「Way Coffee & Bakery」で開催。帯広は所属2試合目で初となるタイでの試合。イギリスからも選手の参戦があった。
- 1月17日、マサ高梨が旗揚げ戦以来のタイ興行に参戦。
- 1月25日、「市ヶ谷チョコレート広場」の命名後最初の大会を開催（観衆53人）[30]。
- 2月9日、板橋グリーンホール大会「1階で板橋大会」を開催（観衆95人）。この大会は2階のリングを使用せず1階のホールでマットを使用して開催[31]。里歩は、この大会を最後に受験のため休業に入る。
- 2月14日、帯広を店長とするネット通販サイト「帯印良品（無印良品のパロディ）」が開店[32]（それまでオフィシャルグッズはPUBLIC JOY STOREより販売していた）。
- 2月23日、板橋グリーンホール大会「1階で2回目の板橋大会」を開催（観衆60人）[33]。この大会も9日同様の大会内容で行われる。また、同日同時間帯の全日本プロレスを意識した「5大シングルマッチ」として組まれ練習生の「ことり」がデビュー戦をメインイベントで飾る。
- 3月2日、市ヶ谷チョコレート広場大会（観衆27人）より里歩が復帰[34]。
- 3月15日、板橋グリーンホール大会を開催（観衆58人）。堀田祐美子と小笠原和彦の試合は団体旗揚げ以来、初の無効試合（レフェリー暴行）になった[35]。
- 3月23日、スポルティーバアリーナ大会「名古屋に行くのです!」を開催（観衆72人）[36][37]。
- 4月13日、板橋グリーンホール大会「春だ!リングだ!板橋大会」を開催（観衆153人）。里歩と高橋奈苗が対戦して高橋奈苗が勝利。さくらと脇澤美穂の対戦して引き分けだった[38]。また、豊田真奈美の参戦もあり[39]、観客には家族連れの大江百重の姿も見受けられて[40]、元全日本女子の関係者が多く集まる大会でもあった。
- 4月29日、この日の興行はプロレス界では異例の午前中に開始[41]。当日午後は後楽園ホールで全日本プロレスの「チャンピオン・カーニバル」決勝戦、両国国技館でスターダム（愛川ゆず季引退試合）、川崎市体育館でワールド女子プロレス・ディアナ旗揚げ2周年記念大会など首都圏でビッグマッチが多数開かれたためそれらに喰われるのを避けたと見られる。
- 5月4日、板橋グリーンホール大会「みどりの日にはグリーンホールでしょ!」を開催（観衆224人）[42]。この大会で旗揚げ以来、初となる1DAY男女混合タッグトーナメント「ゴーゴー!グリーンカレーコップンカップ」を開催[43]。アイル・ウォーカーズ（里歩&アントーニオ本多）が優勝[44]。また、公式メールマガジンの配信を開始[45]。
- 5月11日、タイと日本で同日開催。市ヶ谷チョコレート広場大会でさくらがDJニラに勝っていつでもどこでも挑戦権を獲得[46]。
- 5月17日、いつでもどこでも挑戦権を賭けて、さくらが高梨とタッグを組んで帯広&遠藤哲哉組と対戦。帯広が遠藤ごと、さくらをバースで破っていつでもどこでも挑戦権を獲得[47]。
- 6月2日、DDTプロレスリング新木場1stRING大会で、チーム遠藤が高木三四郎&大鷲透&平田一喜組と対戦して帯広が平田にフォールを奪われていつでもどこでも挑戦権を奪取された（その後、挑戦権は岡林裕二に奪取されて最終的に岡林が権利を行使）。
- 6月5日、板橋グリーンホール大会「運命の水曜日・・・センターは誰だ!」（週末のAKB48選抜総選挙を意識していると見られる）を開催（観衆182人）[48]。平日板橋2階は2度目だが、またしてもDRAGON GATE後楽園ホール大会とバッティング。新曲「ガンバレ!2013（仮題）」のセンターは里歩（237票）に決定[49]。
- 7月15日、板橋グリーンホール大会「もうすぐ夏休み!板橋大会」を開催（観衆189人）[50]。ケンちゃんがタイから初来日して帯広と組んでリセットと対戦してリセットが勝利。また、下田美馬とキアイリュウケンエッちゃんが参戦して豊田&山田組と対戦して豊田&山田組が勝利。さくらはI.W.A.JAPAN指名試合による市来貴代子とのAWF世界女子王座の防衛戦が行われて初防衛に成功。
- 7月17日、市ヶ谷チョコレート広場大会を開催（観衆68人）。マットでの試合が最初で最後の栗原が2試合をこなした[51]。
- 8月3日、市ヶ谷チョコレート広場大会を開催（観衆52人）。イギリスからポリアンナ・ペッパーズがプロレス留学のため来日して約1ヶ月日本に滞在する。松本と組んで、さくら&高梨と対戦して、さくらからフォールを取ったことから10日の板橋大会においてAWF世界女子王座の挑戦を表明[52]。
- 8月9日、市ヶ谷チョコレート広場大会を開催（観衆38人）。イギリスからジューケン、タイからE・K・バギー、P-Nutz、リングアナウンサーのプミが初来日してジューケンはポリアンナと組んで高梨&帯広と対戦してポリアンナ&ジューケン組の勝利。E・K・バギーは、さくらとP-Nutzは里歩と組んで対戦して、さくら&E・K・バギー組が勝利[53]。
- 8月10日、プロレスリングHEAT-UPとの合同大会「板橋ガトーヒートサマー」を開催（観衆151人）[54]。前日に続いて来日中の4選手が参戦。AFW女子王座は、さくらがポリアンナを破って2度目の防衛に成功。ジューケンは田村に勝利。E・K・バギーは高梨、P-Nutzは円華と組んで対戦してE・K・バギー&高梨組が勝利。
- 8月14日、市ヶ谷チョコレート広場大会「真夏の特別興行!ゆかた祭り&ガトヌンクライマックス2013」を開催（観衆50人）[55]。ガトヌンクライマックスは決勝で高梨がバギーを破って優勝（優勝賞金100バーツ）[56]。
- 8月28日、道頓堀アリーナ大会「行くで!大阪!」を開催（観衆125人）[57]。さくらはポリアンナと対戦して、さくらが勝利。「ことり」は高橋奈苗と対戦して高橋奈苗が勝利。帯広は、さくらと組んで里歩&松本浩代組と対戦して里歩&松本浩代組が勝利。[58]。
- 8月31日、板橋グリーンホール大会「夏の終わりの板橋大会」を開催（観衆135人）。井上貴子、ブリバト（MIZUKI&SAKI）が初参戦して井上貴子は中森華子と組んでブリバトと対戦して勝利。ラストマッチとなるポリアンナは米山と対戦して米山が勝利。メインイベントは戦国デスマッチと称して里歩と「ことり」が双方の姫に扮して里歩は初参戦の政宗、「ことり」は高梨と組んで対戦して里歩が「ことり」から勝利[59]。
- 9月5日、我闘雲舞に約1ヶ月、プロレス留学していたポリアンナが帰国。
- 9月13日、タイで旗揚げ1周年大会を開催。日本からは、さくら、高梨、DJニラが参戦[60]。ゴーレム・タイがDJニラに勝利してタイ人レスラーの対日本人初勝利になった。
- 9月21日、スポルティーバアリーナ大会「また名古屋に行くのです!」を開催（観衆62人）[61][62]。
- 9月29日、埼玉県蕨市で市立文化ホールくるる大会「蕨駅前、決断二分!」を開催（観衆82人）。この大会はリングではなく、マットでの開催となる[63]。さくらと福田洋の試合はハル・ミヤコがレフェリーを行った結果は再々々試合の末に、さくらの勝利[64]。
- 10月5日、市ヶ谷チョコレート広場大会「さくら生誕祭」を開催（観衆49人）。高橋奈苗が市ヶ谷チョコレート広場大会に初参戦して、さくらと組んで里歩&「ことり」と対戦して延長の末に勝利[65]。
- 10月10日、新木場1stRING大会「とうとう新木場、決戦は木曜日」を開催（観衆178人）[66]。初来日のブルー・ロータスは里歩と組んでリセットと対戦してリセットの勝利。再来日のE・K・バギーはDJニラと対戦して勝利。また、国籍不明の覆面レスラーであるサワディー仮面[67]は円華と組んでオビチューロ（帯広&ワンチューロ）と対戦してデビュー初勝利。さくらは「限界のうた」の権利をかけて福田洋とハル・ミヤコとの3WAYマッチにも出場したが、権利は福田に奪われた[68]。バギーのサポーターとして高山善廣が来場[69]。
- 10月13日、千葉県成田市の公津フェスタ（京成電鉄本線公津の杜駅前ロータリー）にてイベントを開催[70]。特別レフェリーは聖菜が行った[71]。
- 10月22日、市ヶ谷チョコレート広場大会にて若手組（帯広&里歩&「ことり」&サワディー仮面）vs重鎮組（さくら&米山&高梨&田村）の勝ち抜き戦を開催（観衆55人）。米山が里歩を破って重鎮軍の勝利となった[72]。
- 11月8日、市ヶ谷チョコレート広場大会を開催（観衆47人）。飯田美花が初参戦して里歩と組んで、さくら&米山組と対戦するも引き分けた[73]。
- 11月24日、市ヶ谷チョコレート広場大会を開催（観衆57人）。ザ・グレート・カブキが初参戦して、さくらと組んで米山&帯広組と対戦するも、さくらがフォールを取られて敗れた[74]。前日にはカブキが経営する「かぶき うぃず ふぁみりぃ」を表敬訪問[75]。
- 11月30日、東京都北区王子でBASEMENT MONSTAR大会を開催（観衆93人）[76]。試合は無かったが「限界のうた」の権利を持つ福田がミニライブを開催して全試合終了後には今年最後の板橋大会のメインイベントは里歩vs「ことり」に決定[77]。
- 12月14日、市ヶ谷チョコレート広場大会を開催（観衆56人）。大会前に天井の修理を行った田村に対して、さくらが修理代の支払いが困難だという理由で広告スポンサーとしてHEAT-UPのステッカーを貼ることで合意[78]。以降、天井の修理は田村が担当している。
- 12月27日、板橋グリーンホール大会「今年最後の板橋大会」を開催（観衆149人）[79]。倉垣翼が初参戦して米山と対戦して引き分けた。また、さくらは本多とIWA三冠統一戦を大喜利デスマッチで行うが敗れた。福田は再び歌でリングに上がり、脇澤と対戦するが無効試合となっている[80]。
- 12月30日、市ヶ谷チョコレート広場大会を開催（観衆70人）。この大会で日本興行通算100回目となる。"黒天使"沼澤邪鬼が初参戦してモノボケデスマッチとして本多&帯広と対戦して勝利[81]。

### 2014年
- 1月4日、板橋グリーンホール大会「あけまして板橋大会2014」を開催（観衆182人）[82]。持ち歌争奪3WAYマッチはさくらが米山&福田に勝利して「限界のうた」と「ゴム人間のうた」の権利を奪取する。しかし、この直後に行われた総勢20人参加による新春時間差バトルロイヤル[83]にて米山が優勝。当初は優勝商品が決まっていなかったため、米山に「ゴム人間のうた」を返却することで合意した[84]。
- 1月12日、LLPW-Xプロレスバンクで我闘雲舞&ブリバトによる合同イベント「ブリリアントリング1」を開催（観衆34人）[85]。プロレス1試合（さくらvsMIZUKI）[86]、ゲストアイドル（EDOist）の出演[87]、プロレス教室等が行われた。
- 1月25日、市ヶ谷チョコレート広場大会を開催[88]。IWA三冠統一戦（山葵入りシュークリームを食べたほうが負けの特別ルール）が行われて、さくらがアントンを破って王座を奪取して次期挑戦者はDJニラに決定。
- 2月7日、板橋グリーンホール大会「大好きな人と板橋デート」を開催（観衆154人）[89]。夏樹☆たいよう、卍丸、大鷲透が初参戦して夏樹は「ことり」と対戦して勝利。卍丸は高梨と対戦して引き分け。大鷲はキッチンデスマッチとして帯広と趙雲と対戦するが賭ける持ち物を持参していなかったため、実家の「ちゃんこ鍋大鷲」の権利を賭けるも帯広が勝利。しかし、その対処に困った帯広より権利は返却された。メインイベントはIWA三冠統一戦が行われて、さくらがDJニラを破って防衛を果たした[90]。
- 2月16日、合同イベント「ブリリアントリング2」を開催（観衆49人）[91]。前回同様、プロレス教室や歌とダンス披露の他にプロレス1試合（さくら vs SAKI）[92]、ゲストアイドル「Aya-ka」の出演等が行われた。
- 3月9日、LLPW-Xプロレスバンク大会を開催[93]。プロレス初挑戦のアイドルグループ「ANNA☆S」のSUZUKAが、さくらと対戦して、さくらが勝利して再試合はSUZUKAが勝利。初参戦の梶トマト（体調不良の円華→他大会の負傷の佐藤悠己の代役）は里歩と組んで「ことり」&サワディー仮面組と対戦（結果は里歩&梶組の勝利）。大会後はANNA☆Sのライブが行われた[94]。
- 3月14日、我闘雲舞メンバー全員と高梨が「春のサワディーカーツアー」の大阪、名古屋、北沢で開催する大会の対戦カードをTwitCastingで発表。その際に練習生のふきが北沢タウンホール大会でデビューすることが決まる[95]。
- 3月16日、合同イベント「ブリリアントリング3」を開催。ゲストにPOP'N KISSを迎えて、プロレス教室やライブ、1試合（さくら&帯広vsSAKI&MIZUKI）が行われた[96]。
- 3月21日、市ヶ谷チョコレート広場大会を開催。練習生として参加しているふきがエキシビジョンで、さくらと対戦してドロー。全試合終了後に座談会でリングネームが北沢ふきんになることが決定[97]。
- 4月2日から9日、「春のサワディーカーツアー」を開催（2日に大阪、4日に名古屋、5日に市ヶ谷、6日に北沢[98]、9日に市ヶ谷）。このツアーでタイから所属全員が来日して「真のジャパンツアー」として巡業する予定だった[99]が、タイの情勢が不安定だったことも重なり5選手（ゴーレムタイ、P-Nutz、E・K・バギー、ブルー・ロータス、ペパーミント）が来日。2日の大阪大会（観衆142人）は初参戦のくいしんぼう仮面と松山勘十郎が参戦して、くいしんぼう仮面は円華（結果は円華の勝利）、松山は中森と対戦（松山の勝利）[100]。4日のスポルティーバアリーナ大会（観衆52人）は『タイvs名古屋選抜』と題して、岩本煌史がP-Nutz（結果は岩本の勝利）、小仲がゴーレムタイ（結果はゴーレムタイの勝利）、高井憲吾がE・K・バギーと対戦して高井の勝利[101]。5日の市ヶ谷チョコレート広場大会（観衆41人）では旗揚げ以来初となる我闘雲舞所属選手のみの興行となり[102][103]、6日の北沢タウンホール大会（観衆185人）は北沢がデビュー戦を行って、さくらと対戦して、さくらの勝利。メインイベントは日タイ5vs5対抗戦イリミネーションマッチを行い、日本側（さくら&米山&円華&高梨&DJニラ）がタイ側（ゴーレムタイ、P-Nutz、E・K・バギー、ブルー・ロータス、ペパーミント）を5-4で勝利[104]。9日の市ヶ谷チョコレート広場大会（観衆74人）はメインイベントで全選手参加（13人）のソンクランバトルロイヤル（凶器として水鉄砲とパウダーを使用を認められている）を行って、ロータスが、さくらを破って優勝[105]。
- 4月19日、合同イベント「ブリリアントリング4」を開催（観衆43人）[106]。ゲストは前回同様POP'N KISS。前回同様、プロレス教室、1試合（さくら&里歩 vs SAKI&MIZUKI）等が行われた。
- 4月29日、板橋タウンホール大会「ゴールデンムーブ2014開幕戦」を開催[107]。初参戦の大石真翔&旭志織組は高梨&趙雲組と対戦して大石&旭組の勝利。Leonは「ことり」と対戦して勝利。メインイベントは時間無制限3本勝負のタッグマッチが行われて、沼澤&本多組がさくら&ニラ組を2-1で下して勝利。
- 5月3日、板橋タウンホール大会「ゴールデンムーブ2014 〜ゴーゴー!グリーンカレーコップンカップ2014〜」を開催（観衆159人）[108]。2大会連続出場のよねやまどか（米山&円華）が百均サンダース（さくら&高梨）を破って初優勝[109]。
- 5月6日、合同イベント「ブリリアントリング5」を開催（観衆31人）[110]。ゲストはPopLip。プロレス教室、1試合（さくら&北沢 vs SAKI&MIZUKI）等が行われた。北沢は初参加となる。
- 5月17日、LLPW-Xプロレスバンク大会「Gatoh-Move Japan Tour.107」を開催（観衆41人）。初参戦のめんそ～れ親父は円華と対戦して引き分けた[111]。
- 5月19日、市ヶ谷チョコレート広場大会「特別興行 最初で最後のナッキーデー」を開催（観衆70人）[112]。6月1日の引退が決まっている夏樹☆たいようのために急遽行われ、夏樹は「ことり」と組んで、さくら&帯広組と対戦して勝利。全試合終了後の座談会では夏樹のセコンドに来ていた高橋も参加して思い出話に華を咲かせて参戦選手全員でウェーブを作って送り出した[113]。
- 5月23日、市ヶ谷チョコレート広場大会を開催（観衆63人）。チリに帰国することが決まったワンチューロが帯広と組んで、さくら&高梨組と対戦して勝利。有終の美を飾ったが帯広の提案で特別試合が行われて帯広と対戦して引き分けた。試合後の座談会で前大会同様に参戦選手全員で送り出されたが最後に帯広がワンチューロに地獄突きを浴びせた[114]。
- 6月21日、合同イベント「ブリリアントリング6」を開催（観衆41人）[115]。ゲストは大空憂（いちごちょこぱふぇ）。プロレス教室、1試合（さくら&「ことり」 vs SAKI&MIZUKI）等が行われた。
- 12月27日、板橋グリーンホール大会を開催（観衆170人）。初参戦の坂口征夫は高梨と組んで南野&趙雲と対戦して引き分け、試合後にセコンドのKUDOを交えてリング上で酒盛りをした。3vs4キャプテンフォールイルミネーションマッチ（YMZ負けたら追放）は、YMZ（帯広&米山&円華&PSYCHO）がガトム（本多&MIZUKI&DJニラ）を破って追放を免れた。メインイベントは、さくらが持つIWA三冠統一王座に里歩が挑戦して勝利[116]。

### 2015年
- 2月22日、板橋グリーンホール大会を開催（観衆196人）。初参戦の真琴は、アイスリボン退団以来、因縁があった、さくらと対戦して勝利。デビュー9年目にして初めて、さくらからフォールを取った。試合後、2人は和解している。メインは里歩＆「ことり」がブリバトと対戦して勝利。また、ハル・ミヤコが来場し、所属するI.W.A.JAPANの無期限活動休止の報告と三冠統一王者の里歩を讃えた[117]。
- 3月26日、新木場1stRING大会（観衆195人）。初参戦の志田光は帯広と組んでブリバトと対戦して勝利。メインイベントは里歩vs真琴のIWA三冠統一選手権が行われて王者里歩が2度目の防衛に成功。大会直前に、さくらと北沢が負傷欠場する波乱があったが何とか乗り切った[118]。
- 5月2日、板橋グリーンホール大会にて男女混合タッグトーナメント「ゴーゴー!グリーンカレーコップンカップ2015」を開催（観衆195人）。ジャックとローズ（MIZUKI&円華）が優勝[119]。
- 6月14日、群馬県にて開催されたWRESTLE-1ニューサンピア大会に、さくら、里歩、「ことり」が参戦。「ことり」による「ぐんまのやぼう」が発表される。
- 6月28日、市ヶ谷チョコレート広場大会にハル・ミヤコ with 井上雅央が乱入[120]。
- 7月12日、LLPW-Xプロレスバンク大会。後楽園ホール大会で里歩の持つIWA三冠統一王座への挑戦権を掛けて、さくらvs「ことり」の時間無制限1本勝負。12分37秒「ことり」の勝利[121]。
- 7月20日、我闘雲舞が国内200回記念大会を開催[122]。
- 8月10日、我闘雲舞のタイ選手による自主大会「タイフィスティバル in 市ヶ谷〜Gatoh-Move Japan Tour・180〜」を開催[123]。
- 8月13日、初の後楽園ホール大会（観衆800人）。負傷欠場していた北沢ふきんの復帰戦が行われて北沢が勝利。さくらは真琴と組んで帯広&志田光組と対戦して、さくら&真琴組の勝利。メインイベントはIWA三冠統一選手権が行われて里歩が「ことり」の挑戦を退けた[124]。
- 8月19日、市ヶ谷チョコレート広場大会を開催（観衆76人）。学業に専念する為、無期限休業となる北沢ふきんがラストマッチ。帯広と組んで、さくら&アントーニオ本多組と対戦するも敗れた[125]。
- 9月21日、初となる横浜にぎわい座のげシャーレ小ホール大会。メインイベントは里歩がDJニラに敗れてIWA三冠統一王座から陥落[126]。
- 10月12日、板橋グリーンホール大会「Gatoh-Move Japan Tour 191〜秋も深まり板橋大会〜」を開催（観衆195人）。さくらは高橋と対戦して引き分け、IWA三冠統一選手権は王者DJニラが帯広の挑戦を退けて初防衛を果たしてメインイベントはブリバトが里歩＆「ことり」組に勝利した[127]。
- 11月28日、BASEMENT MONSTRA大会を開催（観衆125人）。志田光&円華組がSAGAT&帯広さやか組に勝利してIWA三冠統一選手権は王者DJニラがサワディー仮面の挑戦を退け、メインイベントはリセットがブリバトに勝利[128]。
- 12月22日、板橋グリーンホール大会にて年内最後のビッグマッチ。この日に合わせて来日したパクサーが佐藤光留と対戦。米山香織がDJニラを破り、第8代IWA三冠統一王者になった。メインイベントは、さくらえみ＆高橋奈七永×SAKI＆MIZUKI（結果はさくら＆高橋組の勝利）[129]。
- 12月31日、市ヶ谷チョコレート広場大会で年内最終興行。パクサーは大鷲と円華と3WAYマッチを行い、円華にフォールを獲られた。メインイベントは、さくら&帯広&「ことり」組が里歩&ブリバト組を破って勝利。大晦日興行恒例となる高梨vs趙雲戦は引き分けた[130]。

### 2016年
- 1月1日、市ヶ谷チョコレート広場大会にて初の元旦興行（観衆76人）。来日中のパクサーが最終試合。憧れの里歩とタッグを組み、さくら&高梨組と対戦して勝利[131]。
- 2月11日、シアター1010大会を開催（観衆123人）。メインイベントで引退が決まっている成宮真希が参戦して里歩と組んで師匠の、さくら&帯広組と対戦したが敗れた[132]。
- 3月17日、さくらよりTwitter、note（情報共有サイト）にて、練習生アーサ（兵庫県出身）の練習ブログが公表された。
- 3月24日、新木場1stRING大会を開催（観衆206人）。オープニングで新たにシンガーソングライターの鬼塚真紀が練習生に加わることが発表された。デビュー25周年を迎えた井上雅央が高梨が持つSPW認定東南アジア王座に挑戦するも敗れた。また、里歩が米山が持つIWA三冠統一王座に挑戦したが退けられてメインイベントは新設されたアジアドリームタッグ王座を賭けてブリバトが、さくら&高梨組に勝利して初戴冠を果たした[133][134]。
- 5月1日、板橋グリーンホール大会「ゴールデンムーブ2016 第4回ゴーゴーグリーンカレーコップンカップ」を開催（観衆250人）。「ことり」&田村（ちっちゃいものクラブ）が初優勝[135]。
- 5月3日、市ヶ谷チョコレート広場大会を開催（観衆78人）。練習生アーサのエキジビション（3分）が行われて、さくらと対戦するもドローとなる[136]。
- 5月14日、横浜にぎわい座大会を開催（観衆102人）。メインイベントはブリバトが持つアジアドリームタッグ選手権が行われて米山&「ことり」の挑戦を退けて初防衛を果たした[137]。
- 5月20日、市ヶ谷チョコレート広場大会「特別興行 世界に届け、女子プロレス!」を開催（観衆62人）。ニコニコ動画内のサイトであるニコニコプロレスチャンネルを通じてインターネットに生配信されて特別リングアナウンサーにリ・コウジが参戦[138][139]。全試合終了後に座談会では、タイ人レスラーが来日して里歩が米山が持つIWA三冠統一王座に再挑戦、希月あおいが来場して帯広と組んでブリバトが持つアジアドリームタッグ王座への挑戦を表明[140][141]。
- 6月4日、市ヶ谷チョコレート広場大会を開催（観衆66人）。アイスリボンの藤本つかさと優華が来場して22日開催の後楽園ホール大会で、さくら&「ことり」組との対戦が決定。また、練習生アーサのリングネームがアーサ米夏となることも決定[142]。
- 6月19日、前橋大会「ぐんまのやぼう第一章～「ことり」地元凱旋興行」を開催（観衆287人）。直前に負傷欠場となった真琴の代役にチェリーが参戦して帯広に勝利。メインイベントは「ことり」が里歩と組んで、さくら&円華組と対戦するも敗れた。エンディングで参戦全員による胴上げが行われた[143]。
- 6月22日、2度目の後楽園ホール大会を開催（観衆681人）。アーサは志田（負傷欠場の真琴の代役）と対戦して敗れた。さくら&「ことり」は藤本&優華組と対戦して勝利。さくらが藤本からフォールを奪った。アジアドリームタッグ選手権は希月＆帯広が王者ブリバトに破ってタイトルを奪取。メインイベントのIWA三冠統一選手権は里歩が王者米山を倒してタイトルを奪取した[144]。
- 8月5日、里歩の病気療養による長期間の欠場を発表[145]。
- 8月7日、市ヶ谷チョコレート広場大会を開催（観衆59人）。アーサが初のメインイベントを務めるが「ことり」に敗れた[146]。全試合終了後に座談会で、14日の板橋大会で練習生みつる（東京都出身）がエキシビションを行うことが、さくらより発表された[147]。
- 8月14日、板橋グリーンホール大会「我闘雲舞の夏休み」を開催（観衆203人）。オープニングで、練習生みつるがさくらとエキシビション（3分）を行い、初参戦の百田光雄&力の親子が、さくらと組んで、趙雲＆高梨＆円華組と対戦するも、さくらがフォールを取られて敗れた。メインイベントアジアドリームタッグ選手権は王者の希月&帯広組が「ことり」&アーサ組の挑戦を退けて初防衛を果たした[148]。
- 8月21日、市ヶ谷チョコレート広場大会を開催（観衆68人）。初参戦の結奈がさくらと対戦。結奈は真琴の指導を受けており、さくらから見れば孫弟子に当たる。善戦及ばず敗れた[149]。
- 9月2日、市ヶ谷チョコレート広場大会「帯広さやか生誕30周年記念試合」を開催（観衆65人）。大会には帯広に近い選手が参戦。メインイベントは帯広が本多と対戦して約14分の激闘の末に惜しくも敗れた。全試合終了後に里歩が登場して10日の横浜大会で復帰することを発表。帯広と組んで、リセットと対戦する[150][151]。
- 9月10日、横浜にぎわい座大会「そろそろ定番、横浜大会」を開催（観衆110人）。セミで里歩が復帰戦を行い、帯広と組んでリセットと対戦するも敗れた。メインイベントは「ことり」が志田と対戦したが善戦及ばず敗れた。
- 9月25日、市ヶ谷大会を開催（観衆69人）。オープニングで練習生の、みつるのエキシビション（3分）を行い、「ことり」と引き分けた。大会終了後の座談会で、10月4日の新木場大会にて、みつるのデビュー戦が決定して、さくらと対戦する[152][153]。
- 10月4日、みつるのリングネームが「紺乃美鶴」に決定。同日、新木場大会「四十にして惑わず！新木場大会」を開催（観衆215人）。紺乃はダブルヘッダーとなるさくらと対戦して敗れた。メインでは、さくらと4年9ヶ月ぶりとなる希月あおいと対戦し、ムーンホープ・プレッシャーで希月がさくらからフォールを奪って初勝利。さくらは40歳の誕生日を勝利で飾ることが出来なかった[154]。
- 11月19日、王子大会「1年ぶりの王子大会」を開催（観衆120人）。セミファイナルでIWA三冠統一王座の防衛戦が行われ、王者の里歩が真琴の挑戦を受けるもデスバレーボムでフォールを奪われて防衛に失敗。真琴が第10代王者となった。メインではアジアドリームタッグ選手権が行われ、リセットが王者の帯広&希月組に挑戦するも帯広がバースでさくらからフォールを奪って防衛に成功した[155]。
- 12月11日、市ヶ谷大会を開催（観衆80人）。前日に紺乃が体調不良により欠場[156]。急遽代役として泰里が参戦して、さくらと対戦[157]。
- 12月24日、板橋大会「クリスマスイブに板橋大会」を開催（観衆250人）。我闘雲舞群vsREINA軍との対抗戦（イリミネーションマッチ）では、真琴が最後まで残ってREINA軍（真琴、泰里、茉莉）が我闘雲舞軍（さくら、アーサ、紺乃）に勝利。メインでは、アジアドリーム王座の防衛戦が行われ、ことりほが王者の帯広&希月組に挑戦して里歩が、そうまとうで帯広からフォールを奪って勝利。第3代王者となり、「ことり」は初戴冠を果たした[158]。
- 12月31日、年内最後の市ヶ谷大会を開催（観衆83人）。大晦日恒例の高梨と趙雲の対戦は引き分け。メインでは所属選手同士による6人タッグマッチを行い、ことりほ&アーサ組がさくら&帯広&紺乃組に勝利（里歩がそうまとうで紺乃にフォール）して最終戦を締めくくった[159]。

### 2017年
- 2月11日、王子大会「2017年は王子大会から」を開催（観衆150人）。タイで開催される「ジャパンエキスポ・タイランド2017」に参加するさくらの代役として、里歩が推薦したさくらえみWがデビューし、趙雲と対戦。メインでは、IWA三冠統一王座の防衛戦が行われ、「ことり」が王者真琴に挑戦するも敗れ、真琴は初防衛を果たした[160]。
- 2月13日、バンコクのサトゥーン・スポンサー公園大会「ONE AND ONLY」を開催（観衆143人）。さくら、里歩、E.K.バギー、BAD COMPANY（P-Nutz、ゴーレム・タイ）、パクサー、アースが参戦。日本からも高梨、ニラ、佐々木大地、郡司歩が参戦した。セミファイナルで、SPW認定東南アジアタッグ王座の防衛戦（3WAYマッチ）が行われ、王者BAD COMPANYが高梨&ニラ組、佐々木&郡司組の挑戦を退けて防衛に成功。メインでは、さくらと里歩が対戦し、里歩がそうまとうでさくらからフォールを奪った[161]。
- 3月4日、王子大会「ガトム・ザ・春の祭典スペシャルin王子」を開催（観衆121人）。セミファイナルは「我闘雲舞300回記念試合」（300カウントマッチ）と題して米山と本多が対戦し、レフェリーは趙雲が務めた。メインでは、アジアドリーム選手権が行われ、王者ことりほが真琴&アーサ組の挑戦を受けるも勝利して初防衛を果たした[162]。
- 3月26日、大阪平野区民ホール大会「一年間の上京物語、行くぞ大阪大会」を開催（観衆218人）。くいしんぼう仮面とニラの対戦は、ニラのロケットパンチをくいしんぼう仮面が受けたらニラの勝ちという特別ルールがあったが引き分けた。メインでは、IWA三冠統一選手権が行われ、王者真琴がアーサの挑戦を退けて2度目の防衛を果たした[163]。
- 3月28日、新木場大会「高校卒業だよ！新木場大会・2017」を開催（観衆183人）。ロッキー川村が初参戦し、帯広と組んでアントン&趙雲組と対戦し、帯広がハーフハッチスープレックスホールドで趙雲からフォールを奪って勝利。メインで、アジアドリームタッグ選手権が行われ、王者ことりほが百均サンダース（さくら&高梨組）に敗れて防衛に失敗。百均サンダースが第4代王者となった[164]。
- 5月5日、板橋大会「ゴールデンムーヴ2017」を開催（観衆230人）。「第5回ゴーゴーグリーンカレーコップンカップ」が行われ、決勝でちっちゃいものグラブが百均サンダースを破って2連覇を果たした[165]。
- 6月5日、板橋大会「里歩生誕興行 ～里歩、20歳になりました」を開催（観衆200人）。ロッキー好きの帯広&川村&志田組がさくら&高梨&趙雲（佐藤光留の代役[166]）組と対戦して帯広が趙雲にバースでフォールを奪って勝利。メインでは「里歩20歳記念特別試合」と題して里歩＆「ことり」と沙紀＆瑞希が対戦、結果はドロー。瑞希はフリーになって初の参戦となる[167]。
- 7月1日、横浜大会「シュウマイ食べて横浜大会」を開催（観衆124人）。オープニングマッチは「週刊プレイボーイグラビア記念」と題して、初参戦の万喜なつみが里歩と組んで、アーサ&紺乃組と対戦し、里歩が週プロ固めで紺乃からフォールを奪って勝利した。メインでは、アジアドリーム王座の防衛戦が行われ、王者の百均サンダースがちっちゃいものグラブの挑戦を受けるも防衛に成功[168]。
- 7月29日、市ヶ谷大会を開催（観衆64人）。さくらが負傷欠場[169]したため、代役として趙雲が田村と対戦[170]。
- 8月11日、板橋大会「夏より熱い板橋大会」を開催（観衆202人）。オープニングマッチで紺乃が泰里からブレーンバスターホールドでフォールを奪ってデビュー初勝利。メインで、アジアドリームタッグ選手権が行われ、王者の百均サンダースがよねやまどかの挑戦を退けて2度目の防衛を果たした[171]。
- 8月29日、タイ・ゲートウェイエカマイにて行われた「第二回アジアプロレスサミット サワディカップ」に我闘雲舞からさくら・里歩が参戦。また高梨も参戦しアジアドリームタッグ選手権が行われ、アンドリュー・テン＆アレクシス・リーのタッグを下し3度目の防衛を果たす。
- 8月30日、タイ・PRIDI BANOMYONG INSTITUTEにて「GATOH MOVE PRO WRESTLING presents ‘LIVE PRO WRESTLING IN BANGKOK’」を開催。
- 9月22日、新宿FACE大会「我闘雲舞5周年記念大会」を開催（観衆310人）。メインにて里歩vs「ことり」による新設のスーパーアジア王座初代王座決定戦が行われ、里歩が初代王者となる[172]。
- 10月27日、「ことり」が12月21日開催の新木場大会を最後にプロレス卒業を発表[173]。
- 11月7日、新木場大会「いいな、いいな、新木場っていいな」を開催（観衆223人）。卒業が決まっている「ことり」は高梨と対戦し、ラリアットからのトラースキックでフォールを奪われて敗れた[174]。メインでは、スーパーアジア王座の防衛戦が行われ、王者里歩がそうまとうでさくらからフォールを奪って初防衛を果たした[175][176]。
- 12月21日、新木場大会「2017ラストスパート新木場」を開催（観衆323人）。オープニングマッチで初参戦の沙恵が米山と対戦するも後方回転エビ固めで敗れた。アジアドリームタッグ王座の防衛戦が行われ、王者の百均サンダースが趙雲&バリヤン・アッキ組の挑戦を退けて4度目の防衛を果たした。メインでは、現役最後の試合となる「ことり」は沙紀と組んで、里歩&瑞希組と対戦するも、里歩のそうまとうでフォールを奪われて有終の美を飾ることが出来なかった。大会後、「ことり」の引退セレモリーが行われた[177]。
- 12月31日、年内最後の市ヶ谷大会を開催（観衆76人）。大晦日恒例の高梨と趙雲の対戦は引き分け。メインでは、さくら&帯広&沙紀組と里歩&紺乃&大鷲組が対戦して、さくらが紺乃をラ・マヒストラルでフォールを奪って締めくくった[178]。

### 2018年
- 1月23日、紺乃がインフルエンザを発症して病気療養のため、市ヶ谷大会及び王子大会の欠場を発表。これにより、王子大会でのタイトルマッチは中止となった[179]。
- 1月27日、王子大会「準備OK！王子大会」を開催（観衆130人）。初参戦の藤田ミノルはバリヤン・アッキと対戦し、ツームストーン・パイルドライバーでフォールを奪って勝利。メインでは、引退を控えているミスター雁之助が里歩と組んで百均サンダースと対戦するも、里歩がさくらからフォールを奪われて敗れた[180]。大会終了後、練習生の水森由菜が2月28日開催の新木場大会でデビューすることが決定[181]。
- 1月31日、アーサが概日リズム睡眠障害により、活動を長期間休止することが発表された[182]。
- 2月28日、新木場大会「新木場でポケットをたたくとビスケットがふたつ」を開催（観衆230人）。デビュー戦の水森はさくらと対戦するも敗れた[183]。アジアドリームタッグ選手権は、王者百均サンダースが香港から来日した宇宙空間（ジェフマン&ケビンマン）の挑戦を受けるも、さくらがラ・マヒストラルでジェフマンからフォールを奪って5度目の防衛を果たした。メインでは、里歩が真琴と組んでブリバトと対戦、沙紀がカワイルドバスターで里歩からフォールを奪って勝利した[184][185]。
- 3月31日、HEAT UP稲田堤道場大会を開催（観衆70人）。メインで、スーパーアジア選手権が行われ、王者里歩が沙紀の挑戦を退けて、2度目の防衛を果たした[186]。
- 4月28日、板橋大会「ゴールデンムーブ2018〜第6回ゴーゴーグリーンカレーコップンカップ〜」を開催（観衆202人）。決勝戦で百均サンダースがヨネチャンアッキ（米山&バリヤン・アッキ）を破って初優勝を果たした[187]。
- 5月9日、市ヶ谷大会を開催（観衆71人）。全試合終了後に座談会で、練習生の駿河メイが5月27日開催の北沢大会でデビューすることが決定した[188]。
- 5月27日、北沢大会「久しぶりの北沢タウンホール」を開催（観衆236人）。デビュー戦の駿河はさくらと対戦して善戦及ばず敗れた。セミファイナルで、ONE AND ONLY選手権が行われ、王者ゴーレムタイがバリヤン・アッキの挑戦を退けて、2度目の防衛を果たした。メインは、我闘姑娘縁の選手で構成され、引退を控えている希月は里歩と組んで、さくら&真琴組と対戦し、希月の逆打ち→里歩のそうまとうでさくらからフォールを奪って勝利[189]。全試合終了後に7月28日開催の板橋大会で、希月が里歩が持つスーパーアジア王座への挑戦が決定した[190]。
- 7月28日、板橋大会「おつかれサマー！板橋大会～この夏を泳ぎきれ～」を開催（観衆230人）。オープニングマッチは、さくらが誰でも女子プロレス出身で初参戦の杏ちゃむと対戦して勝利。駿河は引退を控えているボリショイと対戦して敗れた。サブで、水森はジャングル叫女と対戦するも敗れ、試合終了後にセコンド同士で乱闘になった[191]。メインで、スーパーアジア選手権が行われ、王者里歩が希月の挑戦を退けて4度目の防衛を果たした[192]。
- 8月11日、HEAT-UP稲田堤道場大会を開催（観衆60人）。メインで、アジアドリームタッグ選手権次期挑戦者決定戦が行われ、水森&沙紀組が里歩&紺乃組を破って挑戦権を獲得した[193]。
- 8月18日、KING OF PRO WRESTRING広州大会「角斗之王2」で、スーパーアジア選手権が行われ、王者里歩が真琴の挑戦を退けて、5度目の防衛を果たした[194]。
- 8月21日、新木場大会「夏休みどこ行く?新木場大会」を開催（観衆185人）。オープニングマッチで、駿河は志田と対戦するが、ブレーンバスター→片エビ固めで敗れた。紺乃は新納と対戦し、ジャスト・フェースロックで敗れた。セミファイナルで、里歩は剣舞と組んで、ヨネチャン・リー&ヤマチャン・リー組と対戦し、里歩がヤマチャン・リーから蒼魔刀→片エビ固めでフォールを奪って勝利した。メインで、アジアドリームタッグ選手権が行われ、王者百均サンダースがトロピカワイルド（沙紀&水森組）の挑戦を受けるが、水森がさくらからスーパーガールでフォールを奪われて敗れた。沙紀&水森組は初戴冠し、第5代王者となる[195]。
- 9月29日、病気療養中のアーサが卒業を発表[196]。
- 9月30日の板橋大会が台風の影響で中止となり、行われる予定だったタイトルマッチ等は11月8日の新木場大会に振り替えられることが決まった[197]。
- 10月26日、シンガポール・SPW The Pavilion大会にさくらと里歩が参戦。クイーン・オブ・アジア選手権4WAYマッチが行われ、里歩がさくらから蒼魔刀でフォールを奪って勝利したため、王者のジプシー（タイ支部）は防衛に失敗。里歩が第3代王者となる[198]。
- 11月8日、新木場大会「立ち上がれ冬！新木場大会」を開催（観衆210人）。駿河は米山と対戦し、後方回転エビ固めでフォールを奪われて敗れ、水森も高橋と対戦するが、冷蔵庫爆弾→片エビ固めでフォール奪われて敗れた。メインで、スーパーアジア選手権が行われ、王者里歩が万喜なつみから蒼魔刀→エビ固めでフォール奪って勝利し、6度目の防衛を果たした[199]。
- 12月11日、新木場大会「2018年もありガトームーブ新木場大会」を開催（観衆250人）。オープニングマッチで、紺乃はサワディー仮面と組んで、趙雲&チェリー組と対戦し、紺乃が趙雲からチャイニーズ・ボムズ・アウェイ→体固めでフォールを奪われて敗れた。続く第2試合で、The 3 Count Woman's Championship選手権が行われ、王者さくらが杏ちゃむからトラブルクラッチでフォールを奪って勝利して2度目の防衛を果たした。復帰戦となる帯広はアントーニオ本多と組んで、志田&新納組と対戦するが、帯広が志田からエビ固めでフォールを奪われて敗れた。セミファイナルで、駿河は瑞希と対戦してキューティースペシャルでフォールを奪われて敗れた。メインでは、アジアドリームタッグ選手権が行われ、王者トロピカワイルド（水森&沙紀）がまこりほ（真琴&里歩）の挑戦を受けるが、水森が里歩から蒼魔刀から片エビ固めでフォールを奪われて初防衛に失敗。まこりほは第6代王者となる[200]。
- 12月31日、市ヶ谷大会を開催（観衆83人）。大晦日恒例の高梨と趙雲の対戦は引き分け。メインは所属選手6人によるタッグマッチが行われ、里歩が駿河からダイビング・フットスタンプでフォールを奪って、里歩&帯広&さくら組が勝利して、今年最後の大会を締め括った[201]。

### 2019年
- 1月22日、新木場大会「2019今年もよろしく新木場大会」を開催（観衆236人）。オープニングマッチで、紺乃がサワディー仮面と組んで、真琴&杏ちゃむ組と対戦し、紺乃が杏ちゃむからナイトカッター→エビ固めでフォールを奪って勝利。さくらは菊タローとくいしんぼう仮面との3WAYマッチで対戦し、ボディプレス→2人まとめて体固めで勝利した。駿河は笹村あやめと対戦するが、パンダカッター改→エビ固めでフォールを奪われて敗れた。セミファイナルで、帯広は高橋&アントーニオ本多と組み、水森はSAKI&バリヤン・アッキと組んで対戦し、SAKIが帯広からブレーンバスターから体固めでフォールを奪って水森組が勝利した。メインでは、スーパーアジア選手権が行われ、引退を控えているボリショイが王者里歩に挑戦するも敗れた。里歩は7度目の防衛に成功[202]。
- 3月13日、里歩が7月2日の新宿FACE大会を最後に退団を発表[203]。
- 3月22日、新木場大会「平成最後のガトム新木場」を開催（観衆260人）。オープニングマッチで、帯広はアントーニオ本多&杏ちゃむと組んで、新納&サワディー仮面&チェリー組と対戦し、帯広がサワディー仮面からサワディーカープレス→片エビ固めでフォールを奪われて敗れた。駿河は初参戦の世志琥と対戦し、ラリアット→体固めで敗れた[204]。セミファイナルで、紺乃はさくらと対戦し、クリオネ→片エビ固めで敗れたが、試合終了後、母親に自分がプロレスラーであることを告白した。メインでは、アジアドリームタッグ選手権が行われ、王者まこりほ（真琴&里歩）がトロピカワイルド（水森&SAKI）の挑戦を受けたが、水森がスーパーガールで里歩からフォールを奪って勝利。2度目の戴冠を果たし、第7代王者となる[205]。
- 4月27日、板橋大会「平成最後のガトム板橋」を開催（観衆202人）。オープニングマッチで駿河はLeonと対戦し、マッド・スプラッシュ→エビ固めでフォールを奪われて敗れた。紺乃は仲違いしたサワディー仮面と対戦し、サワディーカー・プレス→片エビ固めでフォールを奪われて敗れたが和解した。さくらは米山と組んで、趙雲&TAMURA組と対戦し、趙雲に連射式ムーンサルトプレスを行い、米山が趙雲からフォールを奪って勝利した。セミファイナルでは、水森が瑞希と対戦してキューティースペシャルでフォールを奪われて敗れた。メインでは、里歩が高梨と対戦して15分以上の激闘の末に高梨のバッカスでフォールを奪われて敗れた[206]。
- 5月1日、板橋大会「第7回ゴーゴーグリーンカレーコップンカップ」を開催（観衆215人）。決勝で佐藤里歩（佐藤光留&里歩）がりんごとハチミツ（駿河&アントーニオ本多）を破って初優勝を果たした[207]。
- 6月4日、新木場大会「里歩誕生～りほと、しいたけと、ミルクティー」を開催（観衆264人）。セミファイナルで、アジアドリームタッグ選手権が行われ、王者トロピカワイルド（水森&SAKI）が水鳥英雄's（紺乃&サワディー仮面）の挑戦を退けて、初防衛を果たした。メインでは、スーパーアジア選手権が行われ、王者里歩が駿河から蒼魔刀→片エビ固めでフォールを奪って勝利し、8度目の防衛を果たしたが、大会終了後、ベルトの返上と7月2日の新宿大会でさくらとの対戦が決定した[208][209]。
- 7月2日、新宿大会「Last song for you」を開催（観衆420人）。駿河は同じ誰でも女子プロレス出身の梅咲遥と対戦し、苦戦を強いられるもほうき星でフォールを奪って勝利したが、納得のいかない梅咲が駿河に殴りかかり、セコンドが止める一幕もあった。水森は水波と対戦するが、ダイビングギロチンドロップ→片エビ固めでフォールを奪われて敗れた。セミファイナルでは、紺乃が志田と対戦し、スリーカウント→片エビ固めで志田が勝利。メインで、退団が決まっている里歩はさくらと対戦してラ・マヒストラルでフォールを奪われて有終の美を飾ることは出来なかった。大会終了後、卒業したアーサと「ことり」も駆けつけ、参加者全員で胴上げを行った。里歩が退いた後、さくらから桐原季子、沙也加、リンリン、ルルペンシルが我闘雲舞の練習生になったことを発表して8月28日の新木場大会でのデビューを目指すという[210]。
- 7月21日、市ヶ谷大会を開催（観衆83人）。オープニングで練習生のエキシビション3試合（各3分）が行われ、水森が試合間の休憩無しで3試合全て引き分け、貫禄の強さを見せつけた。メインで、帰国を控えているバリヤン・アッキが駿河と組んで百均サンダースと対戦するも、アッキがさくらからラ・マヒストラルでフォールを奪われて敗れた[211]。
- 8月12日、市ヶ谷大会を開催（観衆52人）。オープニングで練習生のエキシビション3試合（各3分）が行われ、再び水森が3試合（桐原、リンリン、ルルペンシル）負け無しで終えた後、続けてチェリーと、さくらとの3WAYマッチに参戦し、チェリーがレフェリーの隙をついて水森に凶器の竹刀を持たせて反則負けとなった[212]。全試合終了後の座談会で咲百合が練習生になったことを発表[213]。
- 8月17日、市ヶ谷大会を開催（観衆60人）。オープニングのエキシビション4試合（各3分）が行われ、新たに練習生となった小石川チエが駿河と対戦して引き分けた。エキシビションすぐの第1試合で駿河が米山と対戦して59秒でダブルフォールの引き分けとなり、全試合終了後に座談会で駿河米を結成して、トロピカワイルドが持つアジアドリームタッグへの挑戦を表明した[214][215]。
- 8月28日、新木場大会「gtmv・1〜ガトム果汁100%〜」を開催（観衆214人）。6人の練習生（桐原季子、小石川チエ、咲百合、沙也加、リンリン、ルルペンシル）がデビュー戦を行なった[216]。
- 9月10日、新木場大会「Cuteなチートディ」を開催（観衆202人）。帯広軍（帯広、咲百合、沙也加、ルルペンシル）と美鶴軍（桐原、紺乃、小石川、リンリン）がイリミネーション8人タッグマッチで対戦し、沙也加が桐原を変形足折り固めでフォールを奪って帯広軍が勝利。さくらはセミファイナルで海外移籍を控えている志田と対戦して勝利[217]。メインでアジアドリームタッグ選手権が行われ、王者のトロピカワイルド（水森&SAKI）が駿河米（駿河&米山）の挑戦を退けて、2度目の防衛に成功した[218]。
- 9月21日、タイ・バンコク KBANK SIAM PIC-GANESHA大会を開催。日本から、さくら、紺乃、水森、駿河が参戦。全試合終了後にプミを代表とする別会社を設立してタイ支部を独立させることを発表[219]。双方の交流は今後も続けていくという。
- 11月23日、タイ・バンコク KBANK SIAM PIC-GANESHA大会を開催。この大会を以てタイ支部は解散となり、所属選手とスタッフは新たに設立したプロレス団体「SET UP」に移籍することを発表。日本からは、さくらが参戦。
- 12月26日、新木場大会にて、高梨将弘の現場監督就任が発表される。

### 2020年
- 3月28日、YouTube Liveを活用したインターネット配信興行ブランド『チョコプロ』を設立、旗揚げ戦を実施（ゲストに鈴木みのる）。
- 4月4日、新型コロナウイルスの感染拡大により、「3つの密」が避けられない事から、予定していた大会を全て中止とし、この日をもって通常の活動を停止。『チョコプロ』に完全移行する[220]。また所属選手による他団体参戦も休止している。

### 2022年
- 3月28日、チョコプロ2周年大会を開催。メインでスーパーアジア選手権が行われ、王者のアッキがさくらの挑戦を退けて2度目の防衛を果たした[221]。
- 5月4日、板橋グリーンホール大会｢我闘雲舞リターンズ｣を開催（観衆189人）。約2年2ヶ月ぶり[222]となる有観客開催は5試合が組まれ、オープニングマッチの3WAYタッグマッチは本多&トランダム☆ヒロシ組が勝利。沙也加は桐原と対戦し、ブレーンバスターホールドで勝利した。大家&水森&帯広組は高梨&クリス&鈴木心組と対戦し、水森が鈴木にスーパーガールで勝利。セミファイナルの佐藤とアッキの対戦は引き分けとなり、メインでは駿河は梅咲と組んでチエ&米山組と対戦し、駿河がチエにルシファーで勝利した[223]。
- 5月26日、新宿FACE大会｢りんごちゃんと仲間たち（駿河メイ4周年記念大会）｣を開催（観衆290人）。オープニングマッチの4WAYタッグマッチは趙雲&咲百合組が勝利。小石川は梅咲と対戦し、ラ・マヒストラルで敗れた。水森&SAKI&アッキ組は沙也加&新納&真琴組と対戦し、水森が沙也加から熊本の浮沈艦→片エビ固めで勝利。セミファイナルはアジアタッグ選手権が行われ、王者の高梨&クリス組がMIKAMI&タノムサク鳥羽組の挑戦を退けて2度目の防衛を果たした。メインでは駿河が初参戦の鈴芽と対戦し、ニュートンクラッシュで勝利した[224]。
- 6月18日、チョコプロ236を開催。公開収録という形式で約2年3ヶ月ぶりに市ヶ谷での有観客開催を行った[225]。メインでスーパーアジア王座選手権が行われ、王者のアッキがナマステプレス→エビ固めで鈴木心の挑戦を退けて、3度目の防衛に成功した[226]。

### 2023年
- 生配信だったチョコプロを公開収録の形式へ変更（生配信の場合のある）。

### 2024年
- 1月10日、新宿FACEで「To the Future」開催（観衆292人）。メイン終了後、8年ぶりの後楽園ホール進出を発表[227]。
- 8月31日、後楽園ホールで「For the Future」開催（観衆853人）。11歳の広海カホが水波綾相手にデビュー。帯広さやか＆小石川チエ組がアジアドリームタッグを、駿河メイがスーパーアジア王座をそれぞれ奪取。メイン終了後にさくらえみが独断で「チョコプロ」への団体名統一を発表[228]。
- 9月23日、団体名をチョコプロ レスリングに改称[229]。

### 2025年
- 5月5日、TOKYO SQUARE in Itabashi大会にて、希月あおいのゼネラルマネージャー就任を発表[230]。

## タイトルホルダー
| タイトル                 | 保持者                    | 歴代   |
| ------------------------ | ------------------------- | ------ |
| スーパーアジア王座       | 駿河メイ                  | 第6代  |
| アジアドリームタッグ王座 | 桐原季子 アントーニオ本多 | 第16代 |

| タイトル                              | 覇者                | 年代   |
| ------------------------------------- | ------------------- | ------ |
| ゴーゴー!グリーンカレーコップンカップ | さくらえみ 高梨将弘 | 2024年 |

## 所属選手
- さくらえみ
- 帯広さやか
- 駿河メイ
- 桐原季子
- 小石川チエ
- 沙也加
- 四ツ葉ミヤ
- 瀬戸ノノカ
- 奏衣エリー
- 谷綿ヒヨリ
- 広海カホ

## レギュラー参戦選手
- バリヤン・アッキ（英語版）（フリー）

## スタッフ
現場監督
- 高梨将弘（DDTプロレスリング）

ゼネラルマネージャー
- 希月あおい

裏方
- 石田亜矢子

## 歴代所属選手
- 北沢ふきん（2015年8月19日休業）
- 鬼塚真紀（2016年9月以降出場がなく2017年11月に公式サイトから削除）
- 「ことり」（2017年12月21日卒業）
- アーサ米夏（2018年9月29日卒業）
- 里歩（2019年7月2日卒業）
- 紺乃美鶴（2021年1月29日卒業）
- リンリン（2021年7月20日卒業）
- 水森由菜（2022年9月29日卒業）
- ルルペンシル（2021年12月以降出場がなく2022年12月に公式サイトから削除）[231][232]
- 咲百合（2023年12月30日卒業）

タイ支部
- ケンちゃん - 2012年7月4日デビュー
- フェンリュー - 2012年9月27日デビュー
- ボンド - 2013年5月11日デビュー
- ペパーミント - 2014年1月4日デビュー
- ジップ - 2014年5月14日デビュー
- 九詩郎 - 2014年5月14日デビュー
- ガトーマスク - 2014年8月20日デビュー
- ゴーレムタイ - 2012年9月6日デビュー
- E.K.バギー - 2012年9月6日デビュー
- P-Nutz - 2012年9月27日デビュー
- ブルーロータス - 2013年6月20日デビュー、現・マッチャ[233]
- ワユ - 2015年4月17日デビュー
- パクサー - 2015年4月17日デビュー
- ジブジー - 2016年4月30日デビュー
- アース - 2016年4月30日デビュー

## 歴代スタッフ
- 時雨（リングアナウンサー）

タイ支部
- プミ（リングアナウンサー、ゼネラルマネージャー）

## テーマ曲
- 新世界（The Bandman's Kind）

現在の使用曲。
- It's往来（The Bandman's Kind）

過去の使用曲。

## 我闘音楽
読み方は「ガトーミュージック」。我闘雲舞の傘下によるインディーズミュージックレーベルで我闘雲舞の試合会場、通信販売でCDを販売している。
作品
- 限界のうた《さくらえみ》（2012年11月4日）
- ゴム人間のうた《米山香織》（2012年12月20日）
- さやか応援歌 / 限界のうた 決断二秒編《さくらえみ&米山香織&帯広さやか》（2013年2月9日）
- 我闘組曲【入場テーマ曲集】《さくらえみジャケット / 「ことり」ジャケット》（2013年4月13日）
- 我闘組曲【入場テーマ曲集】《里歩ジャケット / 帯広さやかジャケット》（2013年5月4日）
- ガンバレ!2013!《里歩&帯広さやか&さくらえみ&「ことり」》（2013年7月15日）
- ガンバレ!2013!【白盤】《里歩&帯広さやか&さくらえみ&「ことり」》（2013年8月10日）
- さくらえびちゅ《里歩&「ことり」》（2013年10月10日）
- ファイト!絶対、勝ちたいver《里歩&帯広さやか&「ことり」》（2013年12月27日）
- さくらソングスvol.1【ベストアルバム】（2014年5月19日）
- 入場テーマ曲集【ベストアルバム】（2014年12月27日）
- スイミー!《里歩&帯広さやか&さくらえみ&「ことり」&北沢ふきん》（2014年7月20日）
- 里歩mixベスト【ベストアルバム】（2014年9月20日）
- 一番好きな人の名前をさけぼう《里歩&帯広さやか&さくらえみ&「ことり」&北沢ふきん》（2014年11月2日）
- さくらソングスvol.2【ベストアルバム】（2014年12月27日）
- おしえてシュークリーム【さくらえみジャケット / 帯広さやかジャケット】《里歩&帯広さやか&さくらえみ&「ことり」&時雨》（2015年11月28日）
- 十年咲く花は、【里歩ジャケット / 「ことり」ジャケット】《里歩&帯広さやか&さくらえみ&「ことり」&時雨》（2016年2月11日）
- アーサの朝《アーサ米夏》（2016年5月1日）
- ガトームーブ【ベストアルバム】（2016年6月22日にMIDI Creativeから初の全国流通のCDが販売された）
- ガトーライス《里歩&帯広さやか&さくらえみ&「ことり」&時雨&紺乃美鶴》（2017年9月17日）
- SUSIE【A盤 / B盤】《里歩&帯広さやか&さくらえみ&紺乃美鶴》（2018年2月28日）